# Frederik Philips
Benjamin Frederik David Philips (Zaltbommel, 1 december 1830 — aldaar, 12 juni 1900) was een Nederlands-joodse industrieel en bankier die met zijn zoon Gerard Philips aan de wieg stond van wat uiteindelijk de Koninklijke Philips zou gaan heten.

## Leven en werk
Frederik Philips, die een volle neef was van Karl Marx, werd geboren in Zaltbommel als vijfde kind van Lion Philips en Sophie Presburg in een familie die zijn geld verdiende met handel in tabak en de tabaksfabricage. Frederik Philips was getrouwd met Maria Heyligers bij wie hij negen kinderen kreeg:
- Gerard Leonard Frederik Philips (9 oktober 1858 - 25 januari 1942)
- Leonard Henri Philips (10 oktober 1859 - 22 maart 1861)
- Isabelle Philips (13 mei 1861)
- Henri Louis Philips (10 juni 1863)
- Frederik Anton Philips (16 december 1864 - 20 oktober 1865)
- Jacques Philips (28 februari 1870 - 22 augustus 1898)
- Edonard Josef Philips (30 juni 1872 - 21 november 1967)
- Anton Frederik Philips (14 maart 1874 - 7 oktober 1951)
- Marie Elisabeth (1 april 1879)

Van 1891 tot 1898 had Frederik Philips als geldschieter de hoofdleiding over Philips & Co. Zijn zoon Gerard promoveert in 1898 daarbij van procuratiehouder tot medefirmant. 
Frederik Philips (1891-1899) · Gerard Philips (1891-1922) · Anton Philips (1922-1939) · Frans Otten (1939-1961) · Frits Philips (1961-1971) · Henk van Riemsdijk (1971-1977) · Nico Rodenburg (1977-1981) · Wisse Dekker (1982-1986) · Cor van der Klugt (1986-1990) · Jan Timmer (1990-1996) · Cor Boonstra (1996-2001) · Gerard Kleisterlee (2001-2011) · Frans van Houten (2011-2022) · Roy Jakobs (2022-heden)